# Capitania de port
El capità de port (harbour master en anglès) és l'encarregat de fer complir les normes d'un port o refugi marítim en particular, per tal de garantir-hi la seguretat de la navegació, la seguretat portuària i el funcionament correcte de les instal·lacions portuàries. Normalment és responsable d'emetre la informació sobre la seguretat local, de vegades coneguda com a avís als navegants.

## Oficials civils i navals
Un capità de port pot ser un civil o un oficial naval comissionat de qualsevol rang. Històricament, tots els capitans de port eren oficials navals; fins i tot avui dia, han de posseir coneixements i experiència prèvia en navegació a través del servei en una marina mercant o una armada. Els termes naval i civil s'utilitzen aquí per a distingir qui està ocupat per una força militar i qui està ocupat per un port públic o privat.

## Regne Unit i Canadà

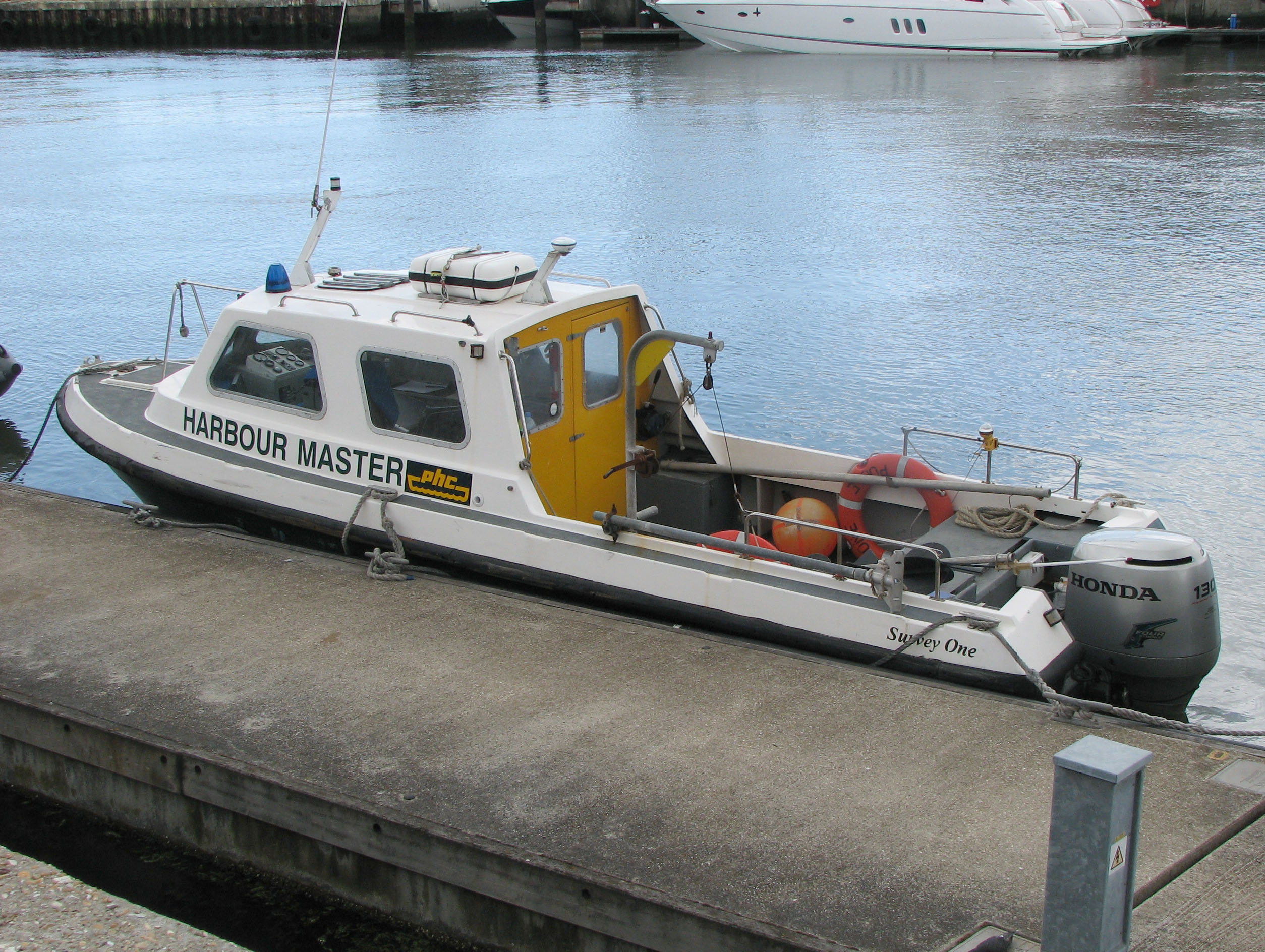
El transport del capità del port a Poole, Dorset, Anglaterra.

Al Regne Unit, quan una persona ha estat nomenada per supervisar una drassana portuària, l'oficial s'exerceix en aquesta capacitat com a capità de port de la Reina (o del Rei) i té dret a enarborar una bandera de la Unió amb una vora blanca i un disc central blanc. amb les inicials "QHM" (o "KHM" durant el regnat d'un rei) sota una corona. Encara que la legislació no ho requereix, la majoria dels QHM són oficials en servei a la Marina Real. També existeixen llocs equivalents al Canadà, on el capità de port de la reina es coneix en francès com a capitaine de port de Sa Majesté (literalment, "Capità de port de Sa Majestat").

## Xile
A Xile, capità de port és la denominació genèrica que es dona a les autoritats marítimes, sent la capitania de Port la seu d'aquests funcionaris. En els ports o rades de petites poblacions d'escàs comerç marítim, que estiguin lluny de la capitania de la què depenen, exerceix les funcions de capità de port, l'alcalde de la població .

## Estats Units
Als Estats Units, el Capità del Port és un oficial de la Guàrdia Costanera dels Estats Units, responsable d'aquests deures en una zona predefinida que generalment inclou múltiples ports i vies fluvials que condueixen a aquests ports, generalment en aigües federals. Les directives dels capitans de port estan subjectes a la supervisió de la Guàrdia Costera.